# 10 rendez-vous pour séduire
Pour plus de détails, voir Fiche technique et Distribution.
10 Rendez-vous pour séduire (Love by the 10th Date) est un téléfilm américain réalisé par Nzingha Stewart (en), produit par Lifetime et diffusé aux États-Unis le 28 janvier 2017 sur le réseau Lifetime,,,.
Il a pour principaux interprètes Meagan Good, Kelly Rowland, Keri Hilson et Kellee Stewart,,.
Il obtient une première diffusion française le 27 avril 2018 sur TF1.

## Synopsis
Gabrielle est une graphiste heureuse, professionnellement parlant. Hélas pour elle, sa situation amoureuse est un fiasco. Mais tout change, lorsque sa patronne lui donnera 5000 euros, si elle obtient 10 rendez-vous avec un seul et même homme. Commence alors pour elle, une quête effrénée, afin de trouver son prétendant,,,.

## Fiche technique
- Titre original : Love by the 10th Date
- Titre français : 10 rendez-vous pour séduire
- Réalisation : Nzingha Stewart (en)
- Scénario : Nzingha Stewart
- Sociétés de production : Lifetime
- Pays d'origine :  États-Unis
- Langue : anglais, français
- Format :  Couleur - 16:9 HD
- Durée : 87 min
- Genre : Comédie
- Dates de sortie :
  -  États-Unis : 28 janvier 2017
  -  France : 27 avril 2017

## Distribution
- Meagan Good : Gabrielle
- Kelly Rowland : Margot
- Keri Hilson : Billie
- Kellee Stewart : Nell
- Brandon T. Jackson : Dante
- Cat Deeley : Maureen